# Distretto di Svitavy
Il distretto di Svitavy (in ceco okres Svitavy) è un distretto della Repubblica Ceca nella regione di Pardubice. Il capoluogo di distretto è la città di Svitavy.

## Geografia antropica
Il distretto conta 116 comuni:

### Città
- Březová nad Svitavou
- Bystré
- Jevíčko
- Litomyšl
- Moravská Třebová
- Polička
- Svitavy

### Comuni mercato
- Svojanov

### Comuni
- Banín
- Bělá nad Svitavou
- Bělá u Jevíčka
- Benátky
- Bezděčí u Trnávky
- Biskupice
- Bohuňov
- Bohuňovice
- Borová
- Borušov
- Brněnec
- Březina
- Březinky
- Březiny
- Budislav
- Cerekvice nad Loučnou
- Chmelík
- Chornice
- Chotěnov
- Chotovice
- Chrastavec
- Čistá
- Desná
- Dětřichov
- Dětřichov u Moravské Třebové
- Dlouhá Loučka
- Dolní Újezd
- Gruna
- Hartinkov
- Hartmanice
- Horky
- Horní Újezd
- Hradec nad Svitavou
- Janov
- Janůvky
- Jaroměřice
- Jarošov
- Javorník
- Jedlová
- Kamenec u Poličky
- Kamenná Horka
- Karle
- Koclířov
- Korouhev
- Koruna
- Křenov
- Kukle
- Kunčina
- Květná
- Lavičné
- Linhartice
- Lubná
- Makov
- Malíkov
- Městečko Trnávka
- Mikuleč
- Mladějov na Moravě
- Morašice
- Nedvězí
- Němčice
- Nová Sídla
- Nová Ves u Jarošova
- Oldřiš
- Opatov
- Opatovec
- Osík
- Pohledy
- Pomezí
- Poříčí u Litomyšle
- Příluka
- Pustá Kamenice
- Pustá Rybná
- Radiměř
- Radkov
- Rohozná
- Rozhraní
- Rozstání
- Rudná
- Rychnov na Moravě
- Řídký
- Sádek
- Sebranice
- Sedliště
- Sklené
- Slatina
- Sloupnice
- Staré Město
- Stašov
- Strakov
- Suchá Lhota
- Široký Důl
- Študlov
- Telecí
- Trpín
- Trstěnice
- Tržek
- Třebařov
- Újezdec
- Útěchov
- Vendolí
- Vidlatá Seč
- Víska u Jevíčka
- Vítějeves
- Vlčkov
- Vranová Lhota
- Vrážné
- Vysoká
- Želivsko